# Crabbetstuteriet

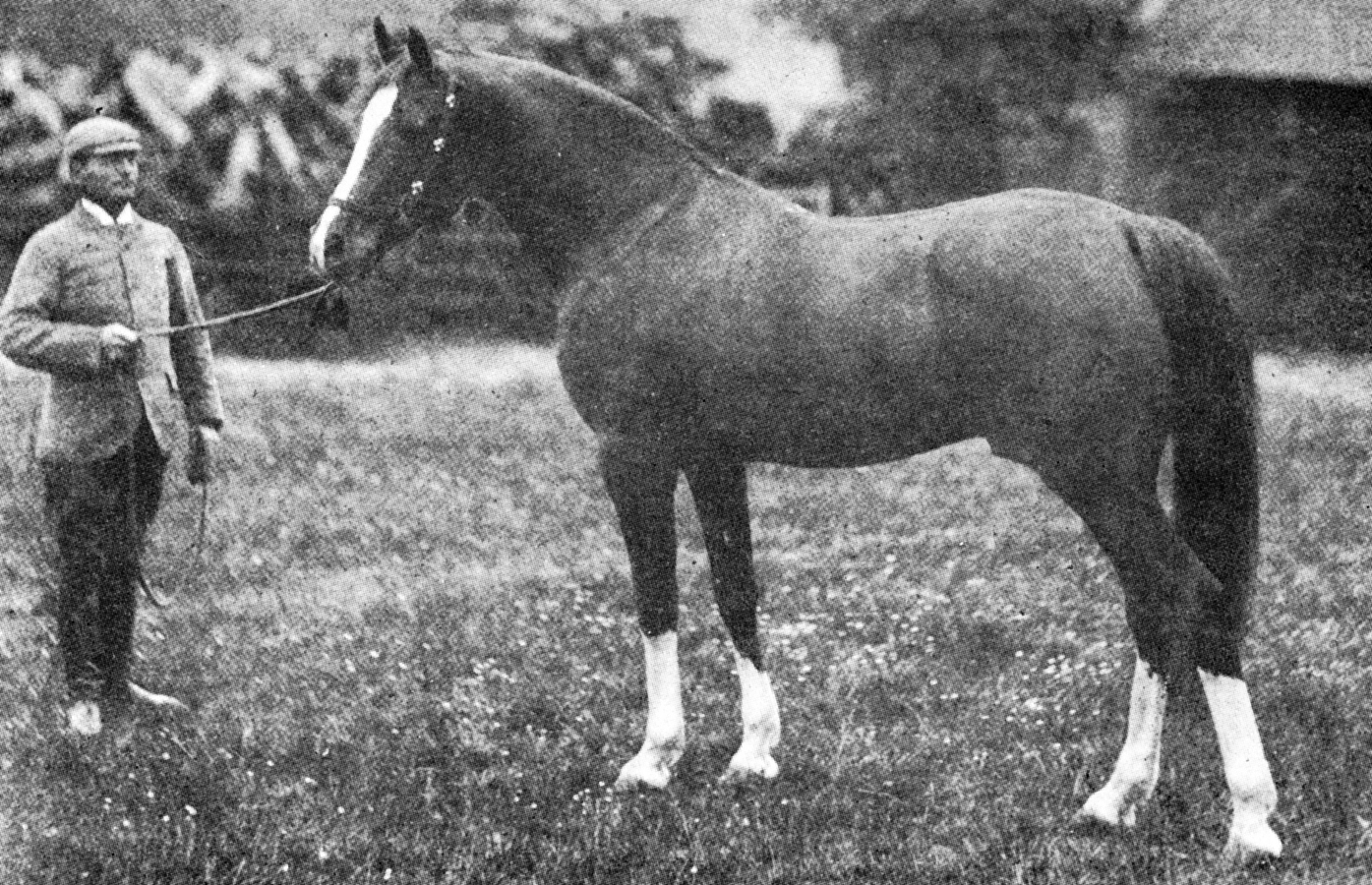
Mesaoud, en arabisk hingst som togs till Crabbetstuteriet från Egypten 1891

Crabbet Arabian Stud, eller Crabbetstuteriet var Englands förnämsta stuteri för den ädla hästrasen Arabiskt fullblod. Stuteriet startades 1878 av poeten och greven Wilfrid Scawen-Blunt och hans fru Anne och drevs även av deras dotter Judith Blunt-Lytton. En av de mest betydande avelshingstarna för de arabiska hästarna var Skowronek som stod på Crabbetstuteriet. Flera hästar från Crabbetstuteriet har varit med och påverkat aveln av arabiska fullblod över hela världen, framför allt i Australien och i USA. 

## Historia
Crabbetstuteriet startades den 2 juli 1878 när poeten och greven Wilfrid Scawen-Blunt tog med sig de första araberna från Egypten till Crabbet Park i Sussex, England. Paret Blunt gjorde ständiga resor till sitt andra stuteri utanför Kairo i Egypten och många av dessa fina araber togs till England och Crabbetstuteriet. 
1877-78 blev paret Blunt nästan besatta av tanken att hitta ättlingar till den välkända arabiska hingsten Darley Arabian, en av de tre stamfäderna till det engelska fullblodet. Det arabiska stoet Danjania hittades och köptes och hennes avkommor blev många berömda och betydelsefulla hästar, och hela hennes blodslinje blev känd som "N-linjen", väl känd för högklassiga hingstar. 
1891 importerade paret bland annat ett flertal arabiska hästar med egyptisk stam från det kungliga stuteriet i Kairo i Egypten som de blandade med ökenfödda araber för att få fram hästar av högsta klass. Crabbetstuteriet vann ett förnämligt fint rykte i England och senare även runt om i världen. Paret Blunt älskade sina araber och den arabiska kulturen och många av deras resor till Mellanöstern var enbart för att lära känna de olika stammarna som levde i öknen och i bergen och de båda pratade flytande arabiska. Lady Anne skrev bland annat en bok om beduinernas liv. Wilfrid Blunt menade även att beduinernas uppfödning av araber var helt fulländad då araberna föddes upp i öknen utan mat, vatten eller skydd, vilket hästarna fick lära sig att hitta själva. Anne höll inte med men hon skulle inte få visa sina kunskaper om hästuppfödning förrän paret skiljdes år 1906. 
Deras skilsmässa var tuff för Crabbetstuteriets affärer. Wilfrid Blunts älskarinna, Dorothy Carleton, flyttade in med Wilfrid och stuteriet delades upp mellan Wilfrid och Anne. Anne fick nu bedriva halva stuteriet på sitt eget vis men skilsmässan och allt arbete tog till slut ut sin rätt på Anne. Hon flyttade till Kairo på heltid och lämnade stuteriet till sin dotter Judith Blunt-Lytton innan hon dog år 1917. 
Judith Blunt-Lytton var även känd som Lady Wentworth och var paret Blunts enda barn. Judith köpte tillbaka många av de hästar som hennes pappa Wilfrid hade sålt av för att betala stora skulder. Wilfrid blev rasande på sin dotter och anordnade en räd mot stuteriet där han stal hela hjorden, även de hästar som enligt lag tillhörde Judith. Det prisbelönta och högdräktiga stoet Bukra sköts på Wilfrids order. 1921 fick Wilfrid sin dom och han dog 1922 efter att ha sålt sin halva av Crabbetstuteriet till sin dotter. 
Efter en tuff skilsmässa år 1923 började Judith sakta återuppbygga sin hjord med hästar och fick snart ett världsomfattande rykte om sin fina araber. Magnaten W.K. Kellogg, som ägde Kellogg Arabian Ranch i Kalifornien köpte några araber från Crabbet för den häpnadsväckande summan 800 000 dollar. Judith bevisade även att man kunde avla fram större araber som blev ända upp till 160 cm i mankhöjd istället för den normala mankhöjden på runt 140-150 cm. Detta revolutionerade hela den arabiska uppfödningen. 
Efter den stora depressionen under 1930-talet påverkades även Crabbetstuteriet och Judith tvingades sälja flera hästar till Terskstuteriet i Ryssland. Under första världskriget och ända fram till slutet av andra världskriget följde fler motgångar då stuteriet både utsattes för bombattentat och ekonomiska problem. Judith byggde ganska snabbt upp sin hjord igen med hjälp av egyptiska hingstarna Raktha och Oran. När hon dog 8 augusti 1957, 84 år gammal, ägde hon 75 hästar. 
Enligt Judiths testamente skulle Crabbets stallchef och manager Geoffrey Covey ta över stuteriet efter hennes död men då Geoffrey själv hade dött bara några dagar innan Judith gick stuteriet till Geoffreys son, Cecil Covey medan bostadshuset med tennisbanan gick till Judiths dotter Winifred, som sålde huset. Idag är huset en kontorsbyggnad och tennisbanan har restaurerats. 
Cecil Covey hade strax innan arvet av Crabbet även ärvt lite mark med över 80 % skatt och hans skulder gjorde att han sålde av alla hästarna bland annat till USA. 1961 såldes hingsten Sindh till Dora Maclean i Australien där han blev den viktigaste hingsten någonsin i Australiens arabuppfödning. Cecil hade nu råd att fortsätta driva stuteriet och i hela 12 år gick affärerna lysande. Cecil lånade även ut hingstarna till uppfödare utanför Crabbetstuteriet, vilket inte varit tillåtet förut. Men under tidigt 1970tal fick Cecil reda på att myndigheterna planerade att bygga en motorväg genom Crabbetstuteriet för att förbinda södra London med flygplatsen Gatwick.  Motorvägen skulle delat ägorna i två delar och Cecil sålde motvilligt resten av stuteriet till myndigheterna.

## Skowronek och Welara
Under Judiths ägo blev Crabbetstuterit världskänt, mycket på grund av Judiths inköp av den polskfödda arabiska hingsten Skowronek. Skowronek var en skimmelgrå arabisk hingst och han kom att ha stor betydelse, inte bara för araberna som avlades på Crabbet utan på all europeisk avel av araberna. 
Judith utvecklade även en helt ny hästras på Crabbetstuteriet kallad Welara, med Skowronek som stamfader. Han parades med ston av rasen Welshponny från det förnäma Coed Coch stuteriet i Wales. Judith menade själv att rasen var den vackraste ponnyn i världen med sina tydligt arabiska influenser.